# Sandwig

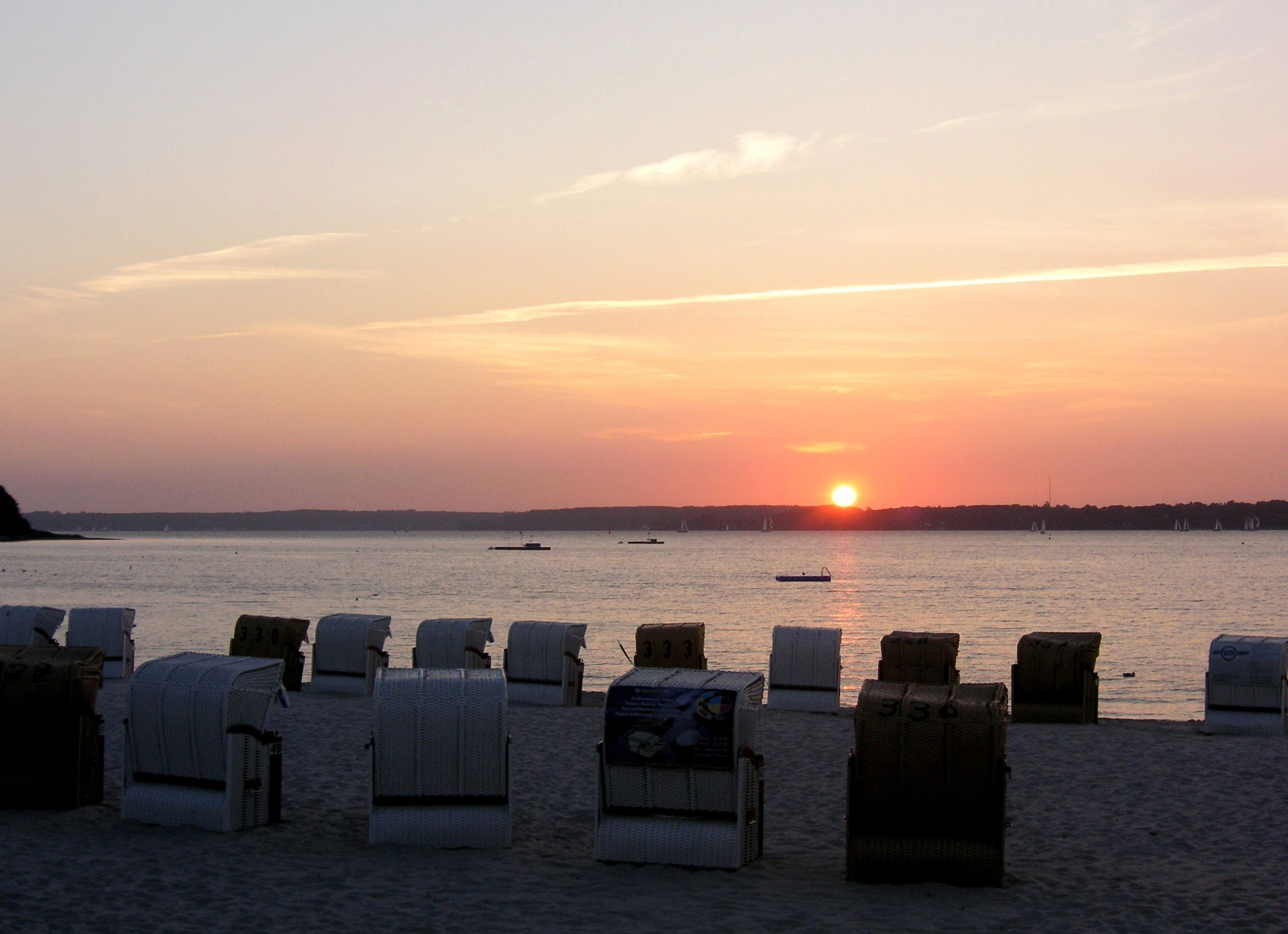
Strand von Sadnwig (2006)

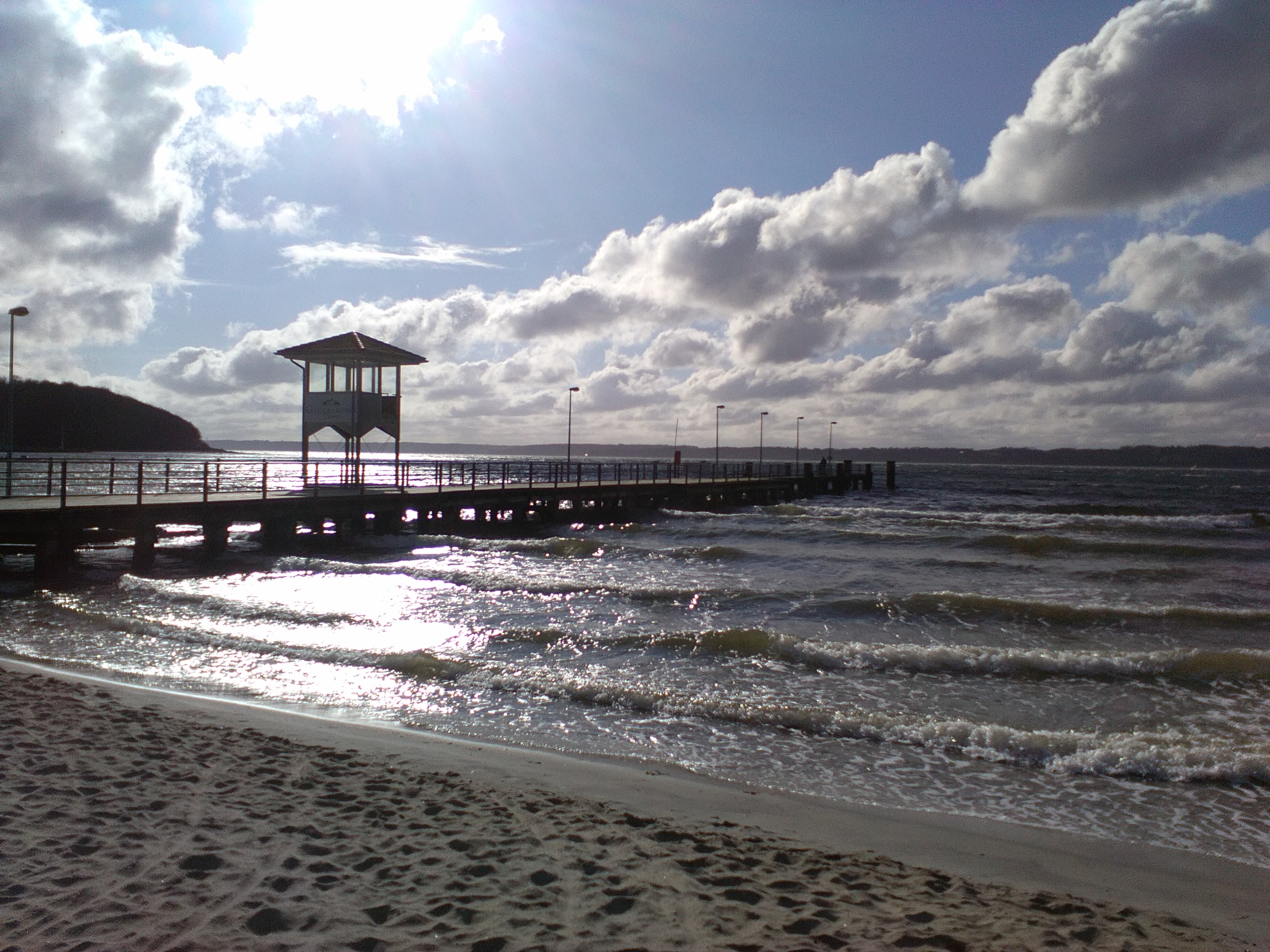
Die Seebrücke im Jahr 2016

Sandwig (dänisch: Sandvig) ist ein Stadtteil der Stadt Glücksburg in Schleswig-Holstein. Er liegt nordwestlich von Alt-Glücksburg, direkt an der Flensburger Förde.

## Geschichte

### Anfänge
Der Name des Ortes setzt sich offenkundig aus den Wort „Sand“ sowie -wik, was Bucht bedeutet, zusammen. Das älteste bauliche Objekt stellt offensichtlich ein bei Sandwig liegendes Großsteingrab dar (vgl. Großsteingräber bei Glücksburg). Bei der Straße Am Thingplatz, soll des Weiteren ein Thingplatz bestanden haben.
Im 19. Jahrhundert begann schrittweise der touristische Ausbau an der Flensburger Förde. Friedrich Mommse Bruhn stellte im Jahre 1866 mit der Seemöwe den ersten Fördedampfer in Dienst und wurde damit der Begründer der Fördeschifffahrt. Neben den Ausflugszielen Mürwik und Quellental, direkt südlich von Sandwig, entstand 1872/73 im Norden der Stadt Flensburg, auf dem gegenüberliegenden Fördeufer, das Ostseebad. Zeitgleich legten achtzig Aktionäre aus Flensburg und Glücksburg ihr Geld zusammen, mit dem sie noch im Jahr 1872 ein Kurhaus am Strand von Sandwig errichten ließen, das im Juni des Jahres eröffnen konnte. Es besaß sechs Gästezimmer, eine ganzjährige Restauration sowie ein Festzelt für 500 Personen. Stündlich legten Dampfer an der Seebrücke an. An Sonntagen war der Besucherandrang besonders groß. Im Folgejahr wurde an das Kurhaus der zweistöckige Südwestflügel des neuen Standhotels Glücksburg gebaut. Bald danach wurde offenbar das Kurhaus abgerissen und ein optisch identischer Nordostflügel dem Strandhotel hinzugefügt. Das vollständige Strandhotel wurde schließlich am 18. Juni 1875 eingeweiht. Es besaß 70 Zimmer, einen großen Saal und einen Salon und verfügte zudem als erstes Haus in Glücksburg über einen Telefonanschluss. Auch der Badestrand von Sandwig wurde in Folge des Hotelbaus belebt und dessen Infrastruktur verbessert.
1882 wurde südwestlich, in direkter Nachbarschaft vom Strandhotel, ein zweites Hotel errichtet, das „Logirhaus“. 1890 besuchte Kaiser Wilhelm II. Glücksburg. Seine Yacht legte direkt vor dem Strandhotel an. Zu Ehren des Kaisers wurde im Strandhotel ein Kaiser-Menü mit 12 Gängen und 10 Weinen ausgerichtet. Der Kaiser besuchte mehrmals in seinem Leben das weiter südöstlich gelegene Schloss Glücksburg (im Stadtteil Alt-Glücksburg) sowie das benachbarte Mürwik, wo er Anfang des 20. Jahrhunderts den Stützpunkt Flensburg-Mürwik einrichten ließ.

### Im 20. Jahrhundert
Am 20. August 1912 wurde das Strandhotel durch einen Brand weitgehend zerstört. Im Jahr 1914 konnte das Strandhotel wieder eröffnet werden. Im Jahr 1919 genossen der Dichter Thomas Mann und sein Verleger Samuel Fischer für einige Wochen die Sommerfrische im Strandhotel. 1937 ging das „Logirhaus“ in den Besitz der Stadt über und wurde seitdem unter dem Namen „Kurhotel“ geführt.
Im Jahr 1956 kam das Strandhotel in den Besitz der Evangelische Kirche. Es diente seitdem unter dem Namen Matthias-Claudius-Heim als ein bekanntes Erholungsheim für Mutter und Kind. In den Jahrzehnten nach dem Zweiten Weltkrieg entstanden im Stadtteil an verschiedenen Stellen Einzel- und Mehrfamilienhäuser. In den Jahren 1962 bis 1964 wurde im nördlichen Teil die katholische Kirche St. Laurentius  errichtet. Am Strand angrenzenden Kurpark wurde 1968 das „Haus im Kurgarten“ errichtet. Dort zog 1979 das Restaurant „Opatija“ ein. 1971 wurde unweit des Strandes ein Meerwasserwellenbad eingeweiht. Anfang der siebziger Jahren wurde zudem das „Kurhotel“, das ehemalige „Logirhaus“ abgerissen. 1974 konnte das größere „Intermar“ schließlich eröffnen. Da das Hotel die Vollauslastung nicht erreichen konnte, wurden einzelne Hotelzimmer in dem 160-Zimmer-Komplex dauerhaft verkauft. Das benachbarte Strandhotel blieb bis 1996 im Besitz der Evangelischen Kirche.

### Seit dem Jahr 2000
Im Jahr 2000 wurde das Strandhotel von der Albrecht Vermögensberatung grundlegend modernisiert und erweitert. 2006 übernahm der gebürtige Däne Olav Damkiær-Classen das Glücksburger Strandhotel und eröffnete es wieder als Hotel. Im selben Zeitraum wurde das Wellenbad abgerissen. 2007 wurde an dessen Stelle als Ersatz das Schwimmbad „Fördeland Therme“ eröffnet. Die hohen Betriebskosten des neuen Schwimmbades führten in der Folgezeit dazu, dass der Haushalt der Stadt Glücksburg erheblich stärker belastet wurde. Das Hotel Intermar musste im Jahr 2010 seinen Betrieb einstellen. Die notwendige Sanierung des Hotels gestaltete sich auf Grund der komplexen Eigentumsverhältnisse als sehr schwierig. Im Mai 2011 wurde Herman Densch zum Haupteigentümer des Gebäudes, der nach und nach die Probleme, welche den Hotelbetrieb verhinderten, löste.  Die Wiedereröffnung erfolgte 2018 mit Hotelzimmern, Appartements, Saunabereich und dem Restaurant Gudlak, welches sich auch in Kochshows bekannt machte (TV Kabel 1).
Im Mai 2013 wurde die Promenade, die entlang des Strandes in Richtung Quellental führt, neu gestaltet. 2017 musste die Seebrücke, nach einer starken Sturmflut, erneuert werden. Im Juli 2017 konnte die Seebrücke, nach erfolgter Renovierung, wieder genutzt werden. Zur Wiedereröffnung der Glücksburger Seebrücke wurde am 3. Oktober ein U-förmiger Hot-Dog entlang der Seebrücke geschaffen, der eine Gesamtlänge von 218,7 Metern besaß. Nach Feststellung des Weltrekordes durch lokale Autoritäten wurde der „längste Hot-Dog der Welt“ portioniert und von den anwesenden Bürgern verspeist.

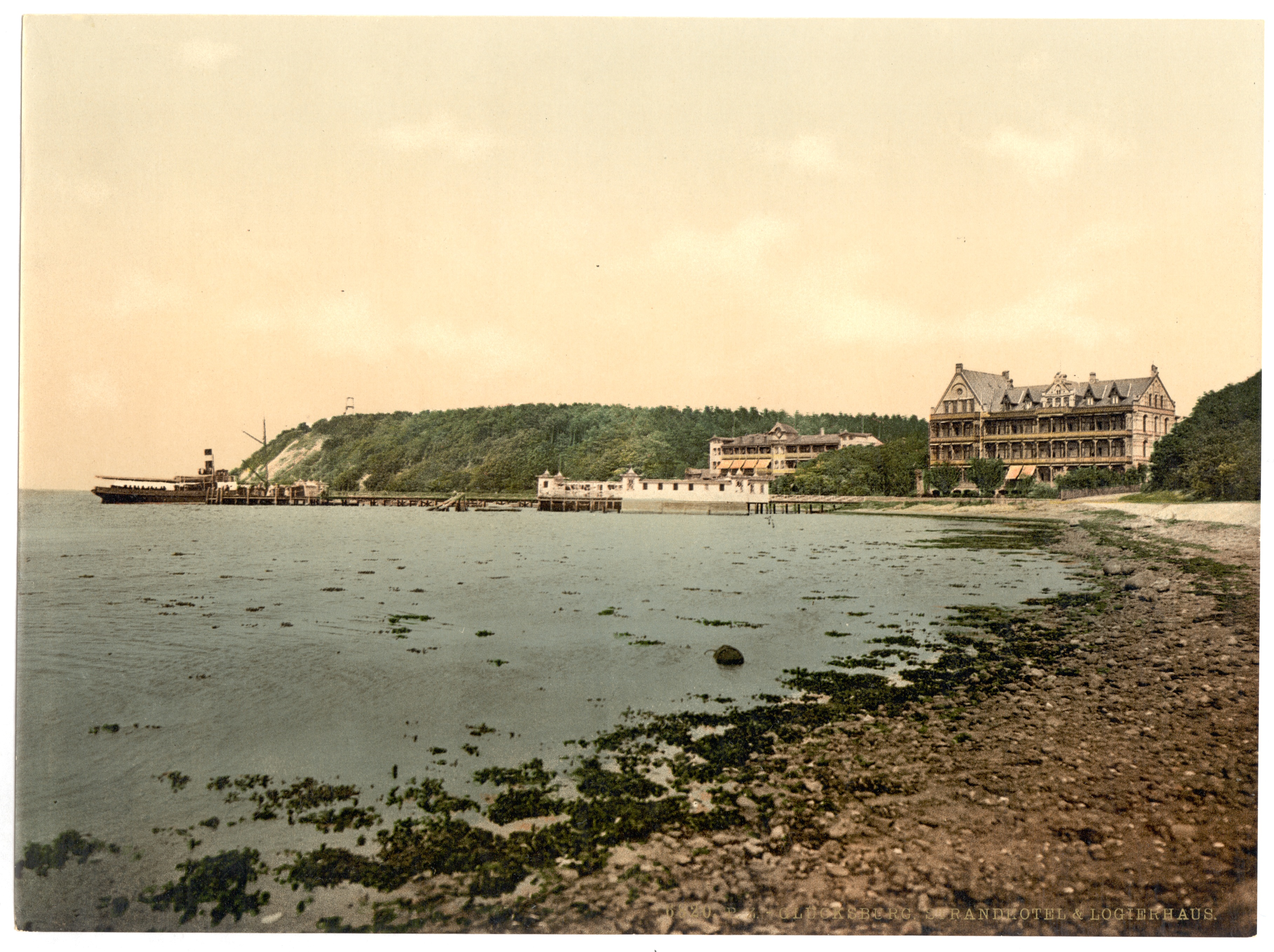
Sandwig mit seinem Strand, der Anlegerbrücke, dem ursprünglichen Strandhotel (links) und dem Hotel „Logirhaus“ in der Zeit vor 1900.
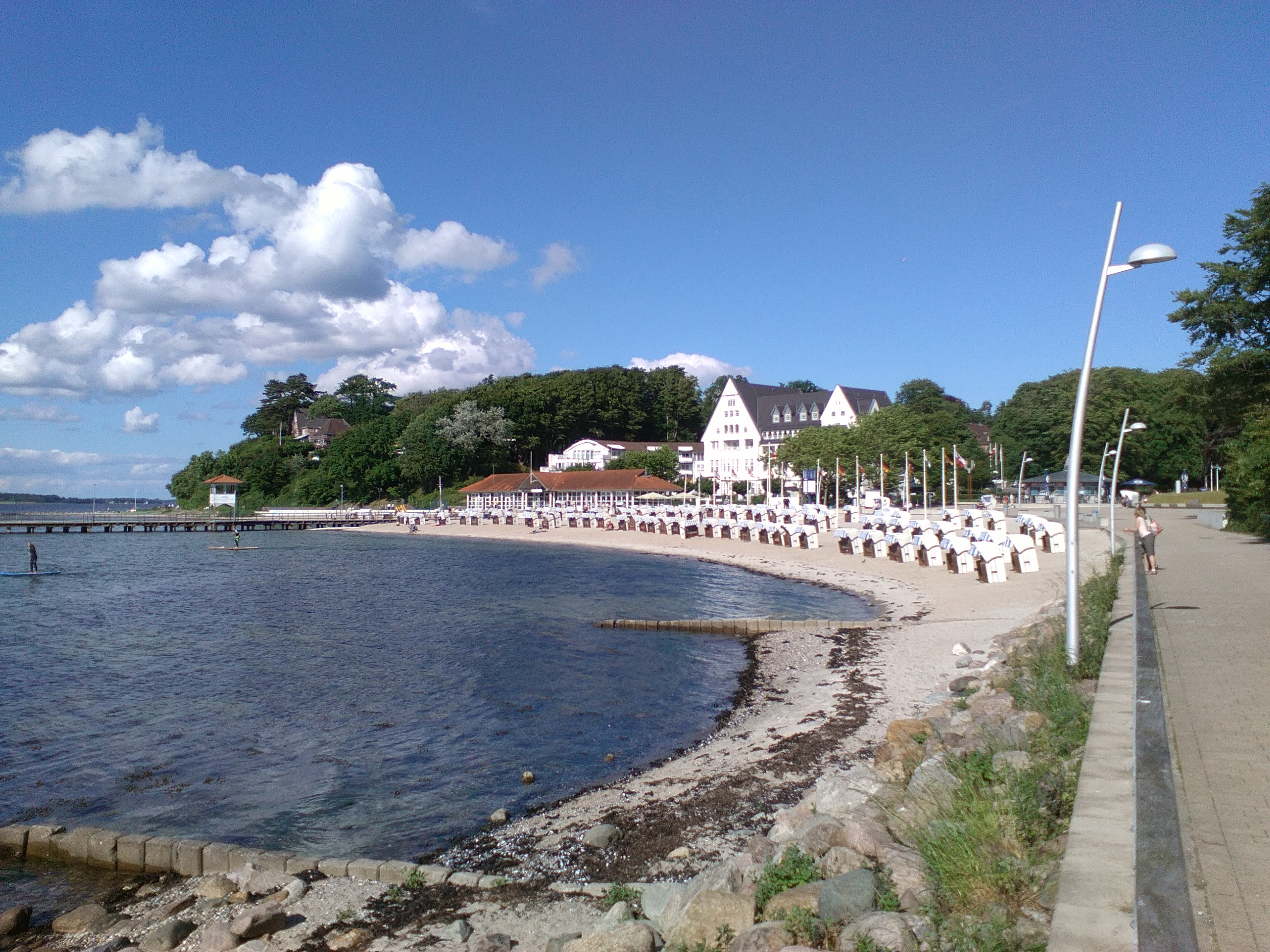
Strand Sandwig mit Seebrücke und Strandhotel, 2016
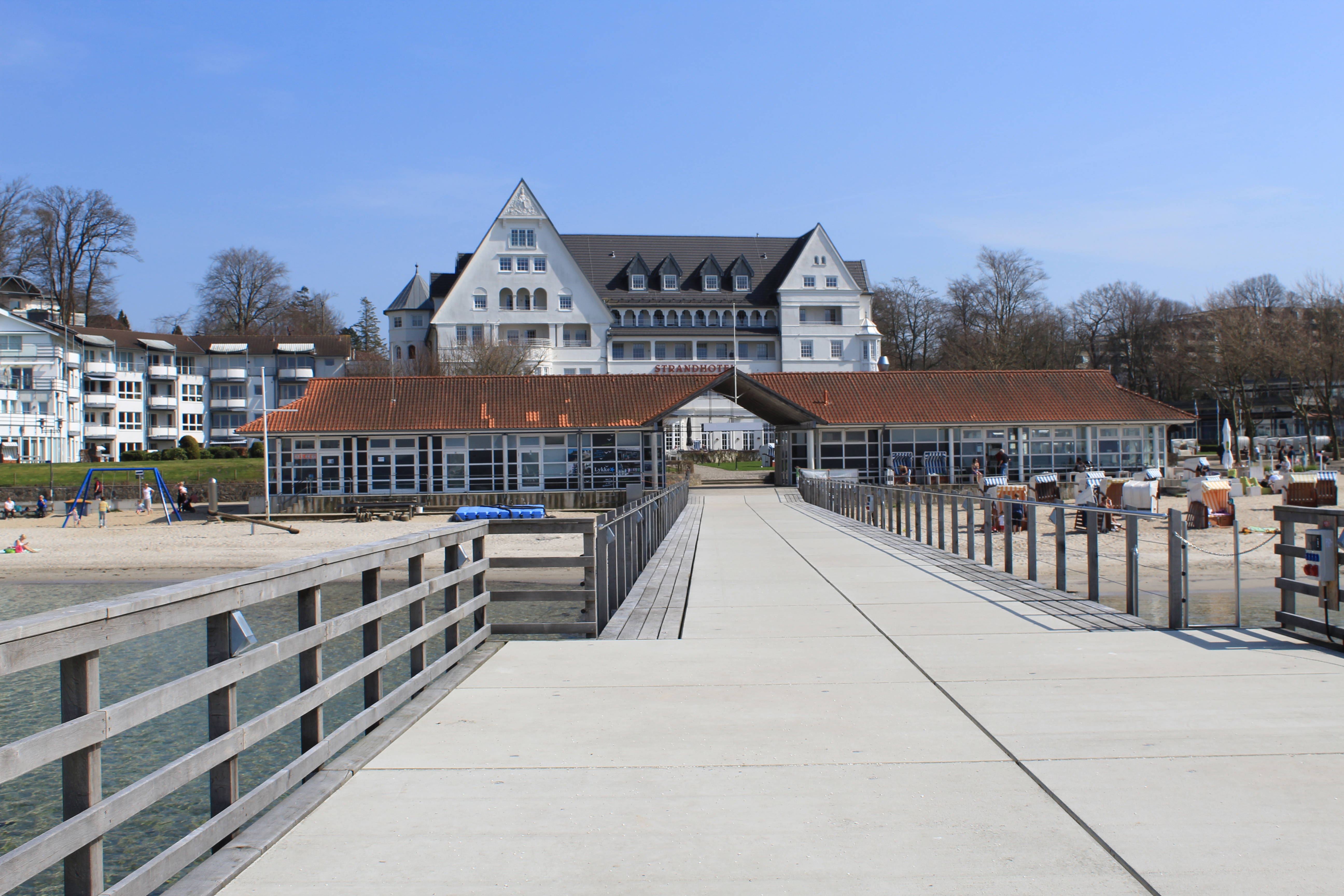
Strandhotel (2018)
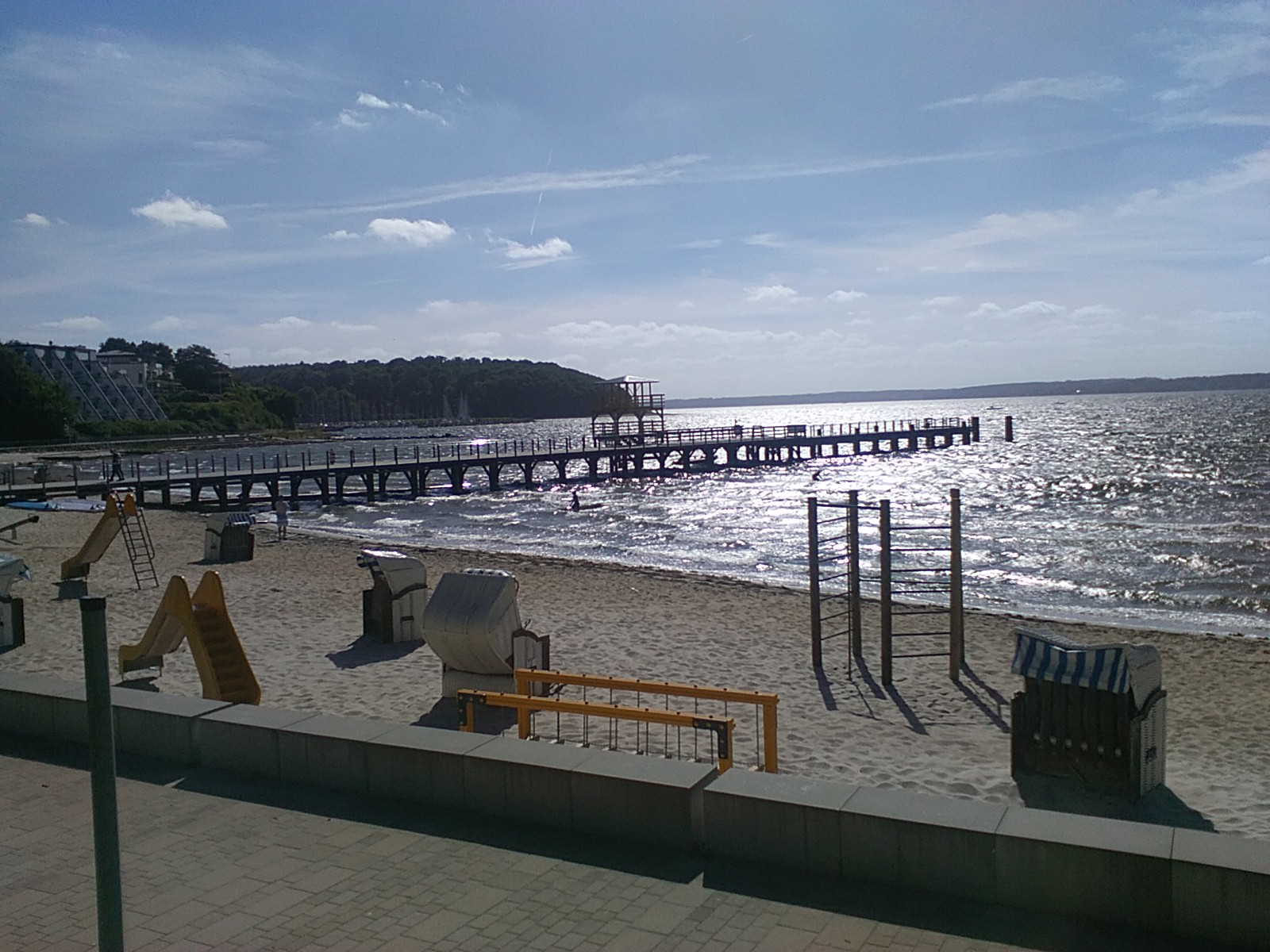
Strand Sandwig mit Seebrücke (2018)
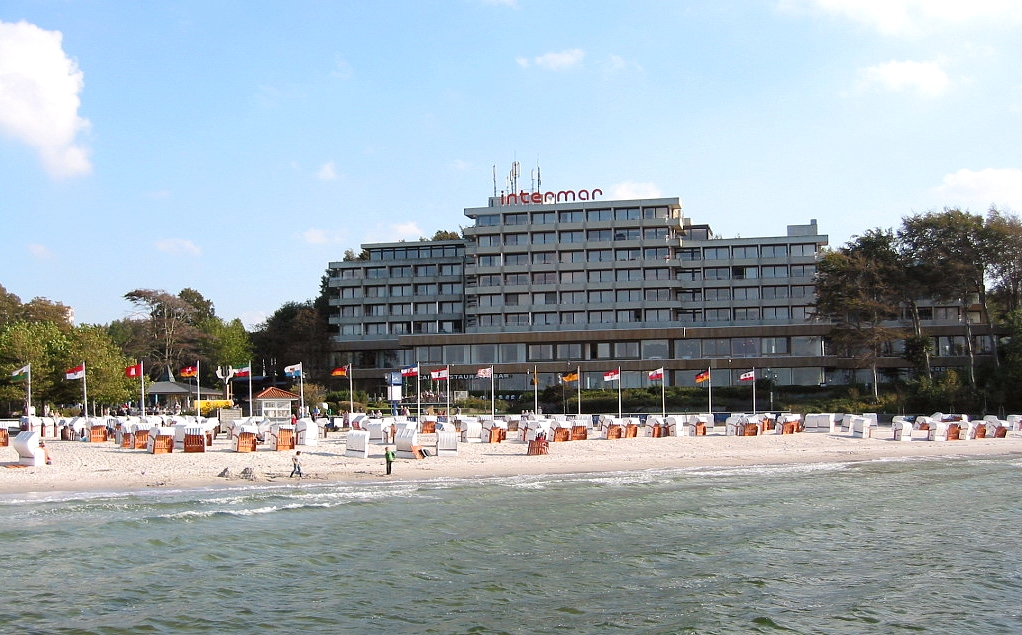
Das Intermar im Jahr 2007
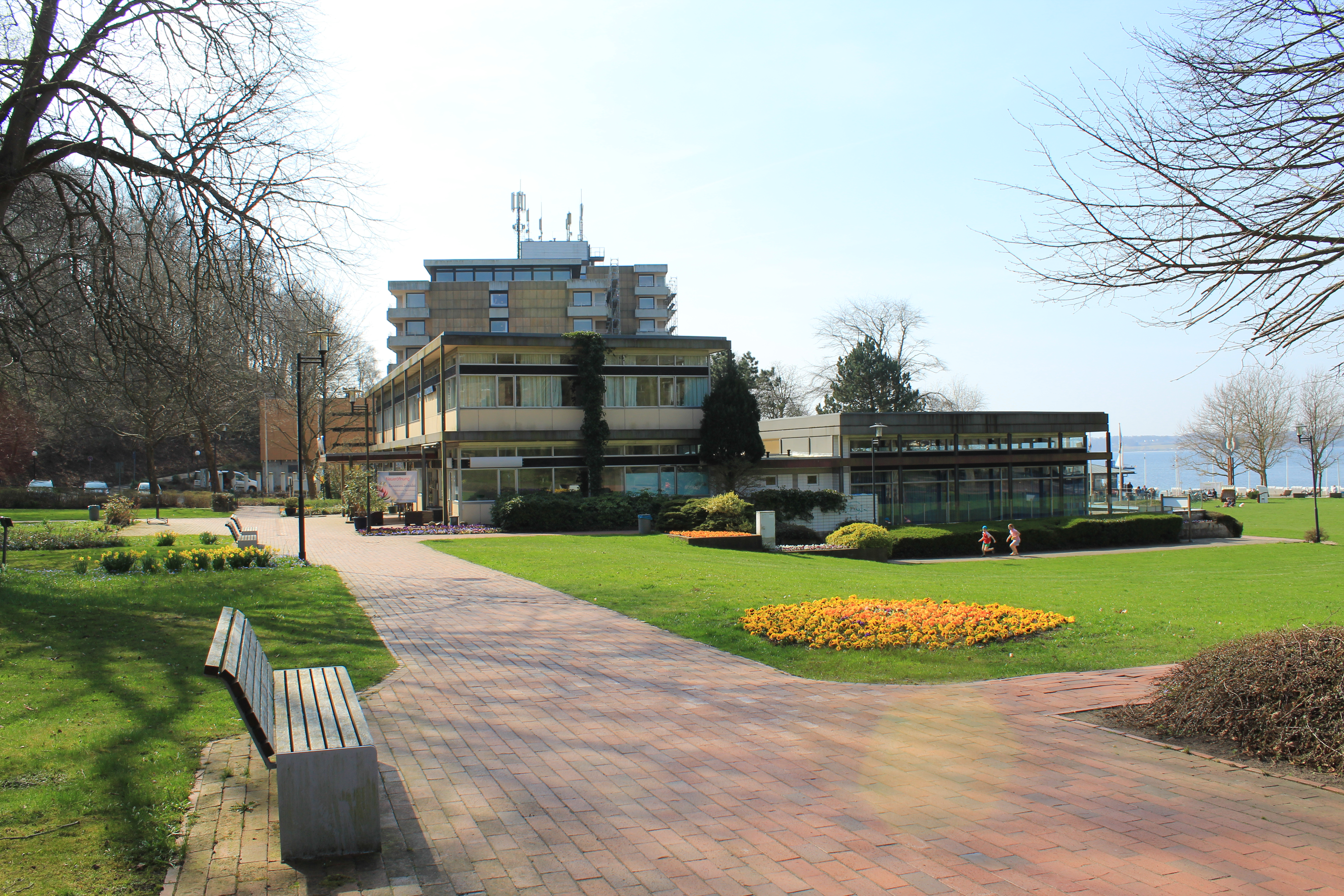
Das „Haus im Kurgarten“ im Jahr 2018
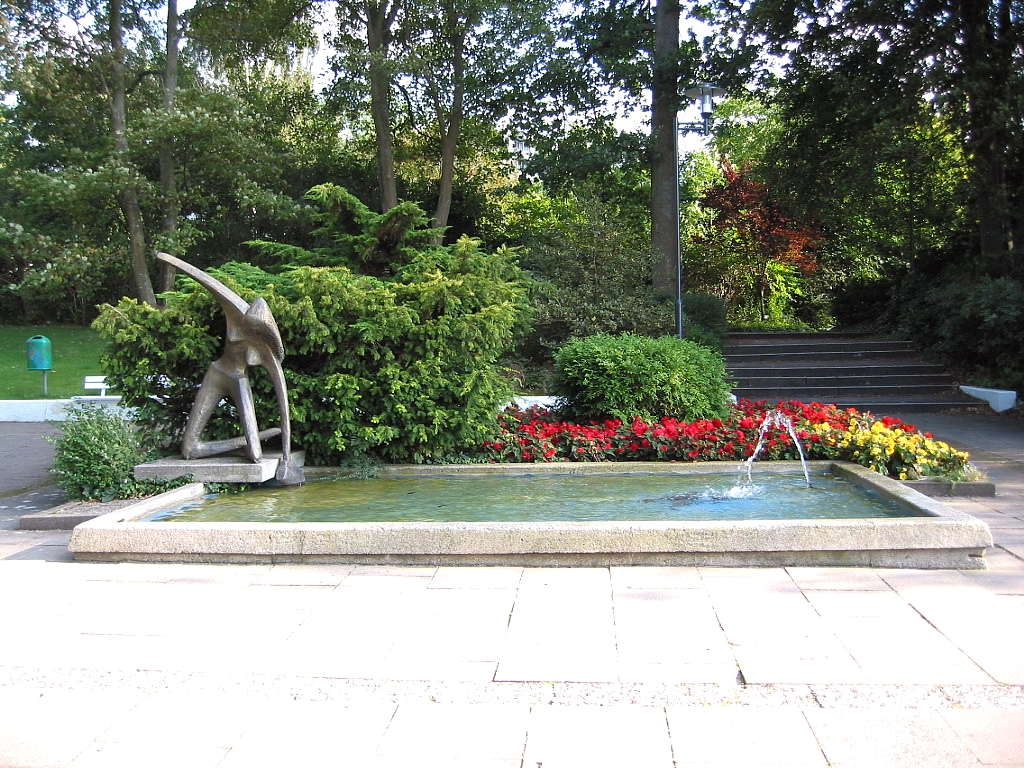
Brunnen im Kurpark mit einer Skulptur von Siegbert Amler.
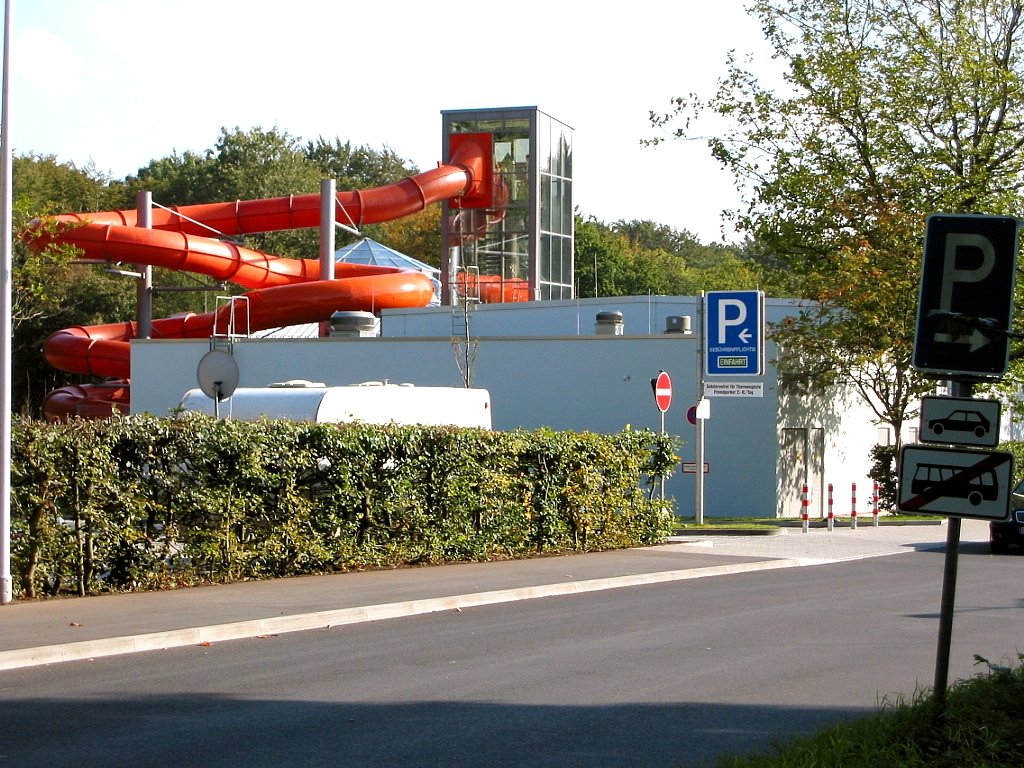
Fördeland-Therme

## Sandwig heute

### Strandgebühren
Für die Nutzung des Strandes werden Strandgebühren erhoben, die über einen QR-code digital beglichen oder in einem Schäferwagen direkt an der Promenade bezahlt werden können. Im Sommer 2024 werden folgende Gebühren erhoben: Strandnutzung für den ganzen Tag:  2,60 Euro. Nach 15 Uhr muss nur der halbe Preis bezahlt werden. Kinder und Jugendliche unter 18 Jahren haben freien Eintritt. Glücksburger können im Rathaus eine Saisonkarte mit Lichtbild für 15 Euro erwerben, die auch für den Strand in Holnis gilt. Jahreskarten für Besucher ohne Hauptwohnsitz in Glücksburg für 40 Euro. Der Strandbesuch für Übernachtungsgäste ist in der Kurtaxe (Ostseecard) inkludiert (3,00 EUR  pro Tag in der Hauptsaison).

### Fährschiffsverbindung
An der Seebrücke legt in der Saison das Fährschiff Viking an, das zum Flensburger Hafen fährt.

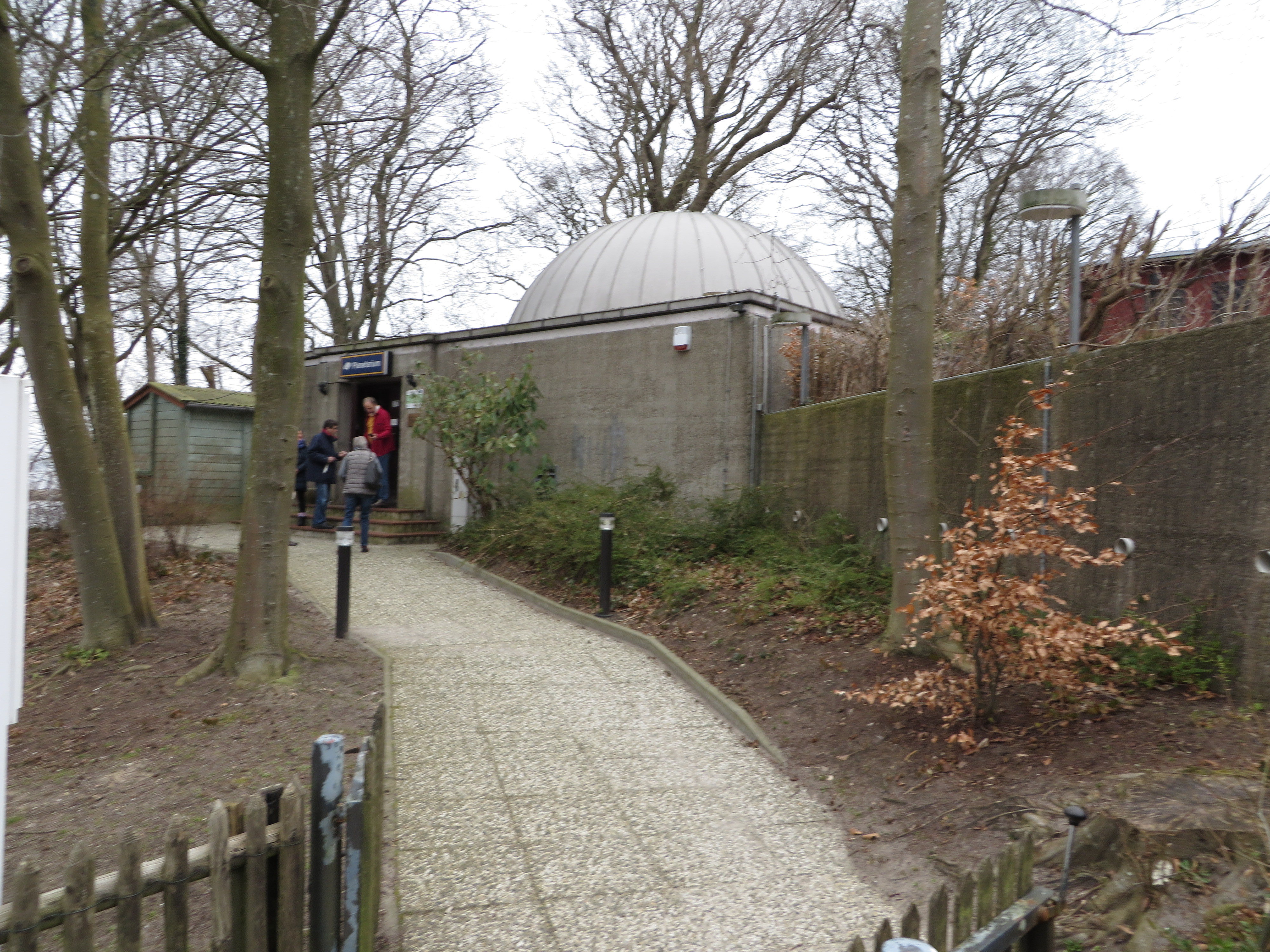
Das Menke-Planetarium (2015)

## Verschiedenes
- Vom Strand von Sandwig aus ist der gegenüberliegende Fördebereich mit den davor liegenden Ochseninseln zu erkennen.
- Der von Fahrensodde kommende „Ewoldt-Wanderweges“ führt über Solitüde, Meierwik, Quellental bis nach Holnis.[44] Der mehrere Strände verbindende Küstenweg ist heute außerdem auch Teil des Fördesteigs.
- Der Stadtteil ist durch die Linie 21 erschlossen, welche auch den Zentralen Omnibusbahnhof von Flensburg anfährt.
- Im südlichen Randbereich beim Quellental steht seit dem Jahr 1969 das Menke-Planetarium, das seit 2000 von der Flensburger Fachhochschule betrieben wird.

## Persönlichkeiten
- Carl August Ludwig von Binzer (1823–1903), Forstmeister